# Lo Rebollar (Biscarri)
Lo Rebollar és un bosc del Pallars Jussà situat en el terme municipal d'Isona i Conca Dellà, dins del territori de l'antic terme de Benavent de Tremp, al Pallars Jussà. Pertany al territori del poble de Biscarri.
Està situat al nord-est del terme municipal, també al nord-est de B, al vessant sud-occidental del Cogulló de Sant Quiri. És a la capçalera de la vall del torrent de Renou.